# Tiefengruben (Neuhof)
Tiefengruben ist ein Ortsteil der Gemeinde Neuhof im osthessischen Landkreis Fulda.

## Geographie
Das Straßendorf Tiefengruben liegt im mittleren Fliedetal zwischen dem Neuhofer Ortsteil Dorfborn und dem Eichenzeller Ortsteil Kerzell. In der Gemarkung Tiefengruben liegt die Wüstung Stetten.

## Geschichte

### Ortsgeschichte
Tiefengruben liegt im Gebiet der Karlmann-Schenkung, die der fränkische Hausmeier Karlmann im Jahre 747 an Bonifatius schenkte. Die älteste bekannte schriftliche Erwähnung von Tiefengruben erfolgte unter dem Namen Tifengruba um das Jahr 1160 im Codex Eberhardi. Das Dorf gehörte zum Kirchspiel Flieden im Archidiakonat St. Johann in Mainz. 1560 gehörte es zur Propstei Neuenberg (Andreasberg) als Tochterkloster der Reichsabtei Fulda. 1787 war es dem fuldischen Oberamt Neuhof zugeordnet. An die östlich von Tiefengruben durch das Fliedtal neu gebaute „Chaussee von Kohlhaus nach Neuhof“ wurde Tiefengruben durch die Provinzverwaltung Fulda im Jahre 1834 angeschlossen. Im Jahre 1812 war es Tochterkirche von Neuhof. Nach dem Ende des Zweiten Weltkriegs kamen 1946 etwa 70 Heimatvertriebene aus den früheren Deutschen Ostgebieten, meist aus dem Egerland, nach Tiefengruben und fanden hier eine neue Heimat.
Im Zuge der Gebietsreform in Hessen wurde die bis dahin selbständige Gemeinde Tiefengruben zum 31. Dezember 1971 auf freiwilliger Basis in die Gemeinde Neuhof eingemeindet. Für Tiefengruben wurde, wie für die übrigen Ortsteile von Neuhof, ein Ortsbezirk eingerichtet.

### Verwaltungsgeschichte im Überblick
Die folgende Liste zeigt die Staaten und Verwaltungseinheiten, denen Tiefengruben angehört(e):
- vor 1803: Heiliges Römisches Reich, Hochstift Fulda, Amt/Oberamt Neuhof
- 1803–1806: Heiliges Römisches Reich, Fürstentum Nassau-Oranien-Fulda,[Anm. 2] Fürstentum Fulda, Johannesberg
- 1806–1810: Kaiserreich Frankreich,[Anm. 3] Fürstentum Fulda (Militärverwaltung)
- 1810–1813: Großherzogtum Frankfurt, Departement Fulda, Distrikt Johannesberg
- ab 1816: Kurfürstentum Hessen,[Anm. 4] Großherzogtum Fulda, Amt Neuhof[8]
- ab 1821/22: Kurfürstentum Hessen, Provinz Fulda, Kreis Fulda[9][Anm. 5]
- ab 1848: Kurfürstentum Hessen, Bezirk Fulda
- ab 1851: Kurfürstentum Hessen, Provinz Fulda, Kreis Fulda
- ab 1867: Königreich Preußen,[Anm. 6] Provinz Hessen-Nassau, Regierungsbezirk Kassel, Kreis Fulda
- ab 1871: Deutsches Reich, Königreich Preußen, Provinz Hessen-Nassau, Regierungsbezirk Kassel, Kreis Fulda
- ab 1918: Deutsches Reich, Freistaat Preußen, Provinz Hessen-Nassau, Regierungsbezirk Kassel, Kreis Fulda
- ab 1944: Deutsches Reich, Freistaat Preußen, Provinz Kurhessen, Landkreis Fulda
- ab 1945: Deutsches Reich, Amerikanische Besatzungszone,[Anm. 7] Groß-Hessen, Regierungsbezirk Kassel, Landkreis Fulda
- ab 1946: Deutsches Reich, Amerikanische Besatzungszone, Hessen, Regierungsbezirk Kassel, Landkreis Fulda
- ab 1949: Bundesrepublik Deutschland, Hessen, Regierungsbezirk Kassel, Landkreis Fulda
- ab 1972: Bundesrepublik Deutschland, Hessen, Regierungsbezirk Kassel, Landkreis Fulda, Gemeinde Neuhof

## Bevölkerung

### Einwohnerstruktur 2011
Nach den Erhebungen des Zensus 2011 lebten am Stichtag dem 9. Mai 2011 in Tiefengruben 147 Einwohner. Darunter waren keine Ausländer.
Nach dem Lebensalter waren 30 Einwohner unter 18 Jahren, 51 zwischen 18 und 49, 30 zwischen 50 und 64 und 33 Einwohner waren älter. Die Einwohner lebten in 60 Haushalten. Davon waren 18 Singlehaushalte, 15 Paare ohne Kinder und 21 Paare mit Kindern, sowie 6 Alleinerziehende und 3 Wohngemeinschaften. In 15 Haushalten lebten ausschließlich Senioren und in 36 Haushaltungen lebten keine Senioren.

### Einwohnerentwicklung
| Quelle: Historisches Ortslexikon |                               |
| • 1510:                          | 2 Viehhalter                  |
| • um 1560:                       | 4 Männer                      |
| • 1812:                          | 14 Feuerstellen mit 91 Seelen |

| Tiefengruben: Einwohnerzahlen von 1812 bis 2016 | Tiefengruben: Einwohnerzahlen von 1812 bis 2016 | Tiefengruben: Einwohnerzahlen von 1812 bis 2016 | Tiefengruben: Einwohnerzahlen von 1812 bis 2016 | Tiefengruben: Einwohnerzahlen von 1812 bis 2016 |
| --- | ----------------------------------------------- | ----------------------------------------------- | ----------------------------------------------- | ----------------------------------------------- |
| Jahr |                                                 |                                                 |                                                 | Einwohner                                       |
| 1812 | 1812                                            |                                                 | 91                                              | 91                                              |
| 1834 | 1834                                            |                                                 | 119                                             | 119                                             |
| 1840 | 1840                                            |                                                 | 125                                             | 125                                             |
| 1846 | 1846                                            |                                                 | 146                                             | 146                                             |
| 1852 | 1852                                            |                                                 | 129                                             | 129                                             |
| 1858 | 1858                                            |                                                 | 113                                             | 113                                             |
| 1864 | 1864                                            |                                                 | 99                                              | 99                                              |
| 1871 | 1871                                            |                                                 | 120                                             | 120                                             |
| 1875 | 1875                                            |                                                 | 123                                             | 123                                             |
| 1885 | 1885                                            |                                                 | 100                                             | 100                                             |
| 1895 | 1895                                            |                                                 | 94                                              | 94                                              |
| 1905 | 1905                                            |                                                 | 121                                             | 121                                             |
| 1910 | 1910                                            |                                                 | 107                                             | 107                                             |
| 1925 | 1925                                            |                                                 | 132                                             | 132                                             |
| 1939 | 1939                                            |                                                 | 127                                             | 127                                             |
| 1946 | 1946                                            |                                                 | 177                                             | 177                                             |
| 1950 | 1950                                            |                                                 | 198                                             | 198                                             |
| 1956 | 1956                                            |                                                 | 148                                             | 148                                             |
| 1961 | 1961                                            |                                                 | 150                                             | 150                                             |
| 1967 | 1967                                            |                                                 | 152                                             | 152                                             |
| 1970 | 1970                                            |                                                 | 146                                             | 146                                             |
| 1980 | 1980                                            |                                                 | ?                                               | ?                                               |
| 1990 | 1990                                            |                                                 | ?                                               | ?                                               |
| 2000 | 2000                                            |                                                 | ?                                               | ?                                               |
| 2011 | 2011                                            |                                                 | 147                                             | 147                                             |
| 2016 | 2016                                            |                                                 | 146                                             | 146                                             |
| Datenquelle: Historisches Gemeindeverzeichnis für Hessen: Die Bevölkerung der Gemeinden 1834 bis 1967. Wiesbaden: Hessisches Statistisches Landesamt, 1968. Weitere Quellen: LAGIS; Gemeinde Neuhof; Zensus 2011 |                                                 |                                                 |                                                 |                                                 |

### Historische Religionszugehörigkeit

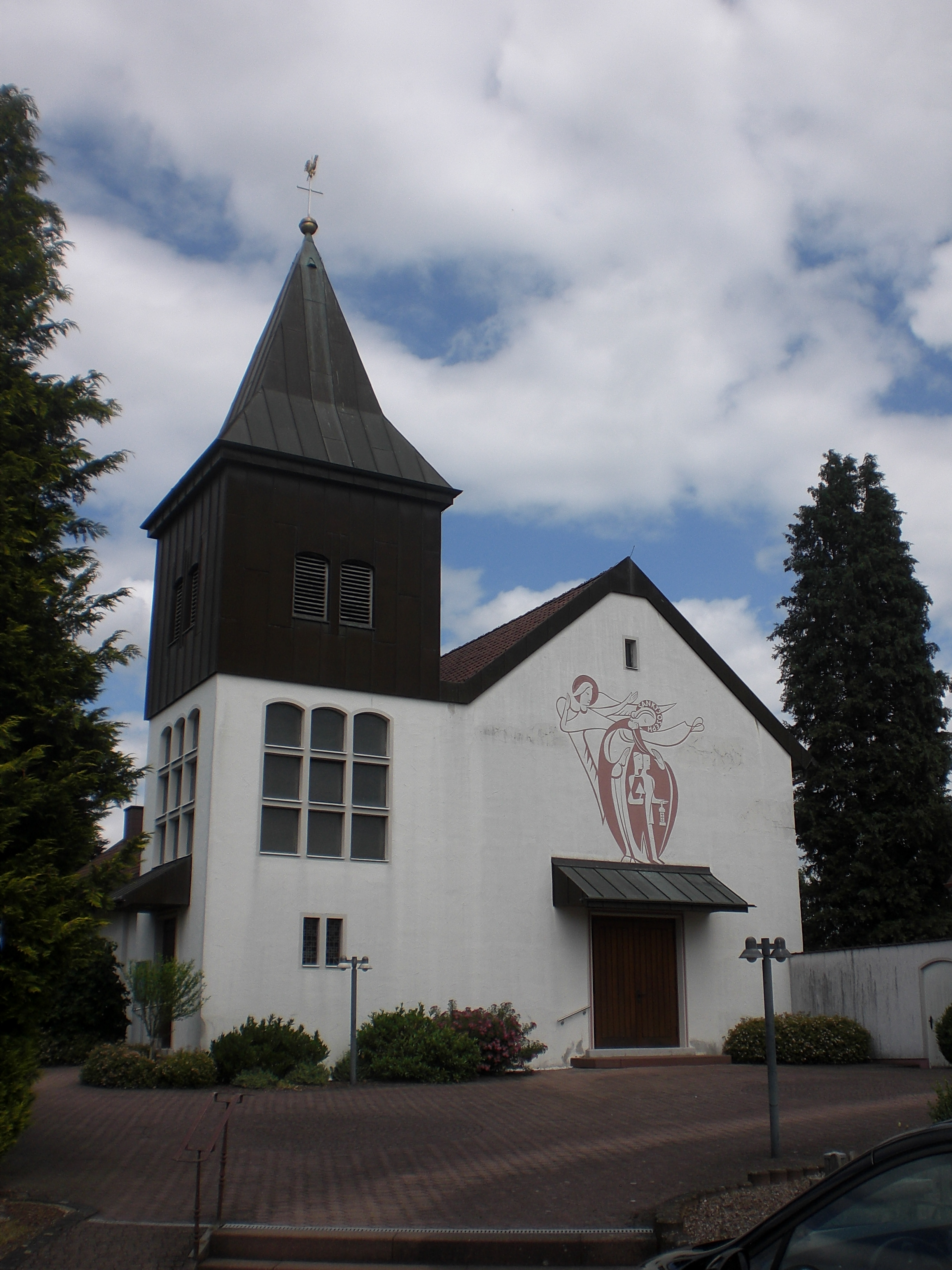
Die katholische Kirche St. Josef in Dorfborn

| • 1885: | 5 evangelische (= 5,00 %), 95 katholische (= 95,00 %) Einwohner  |
| • 1961: | 7 evangelische (= 5,00 %), 133 katholische (= 95,00 %) Einwohner |

## Religion

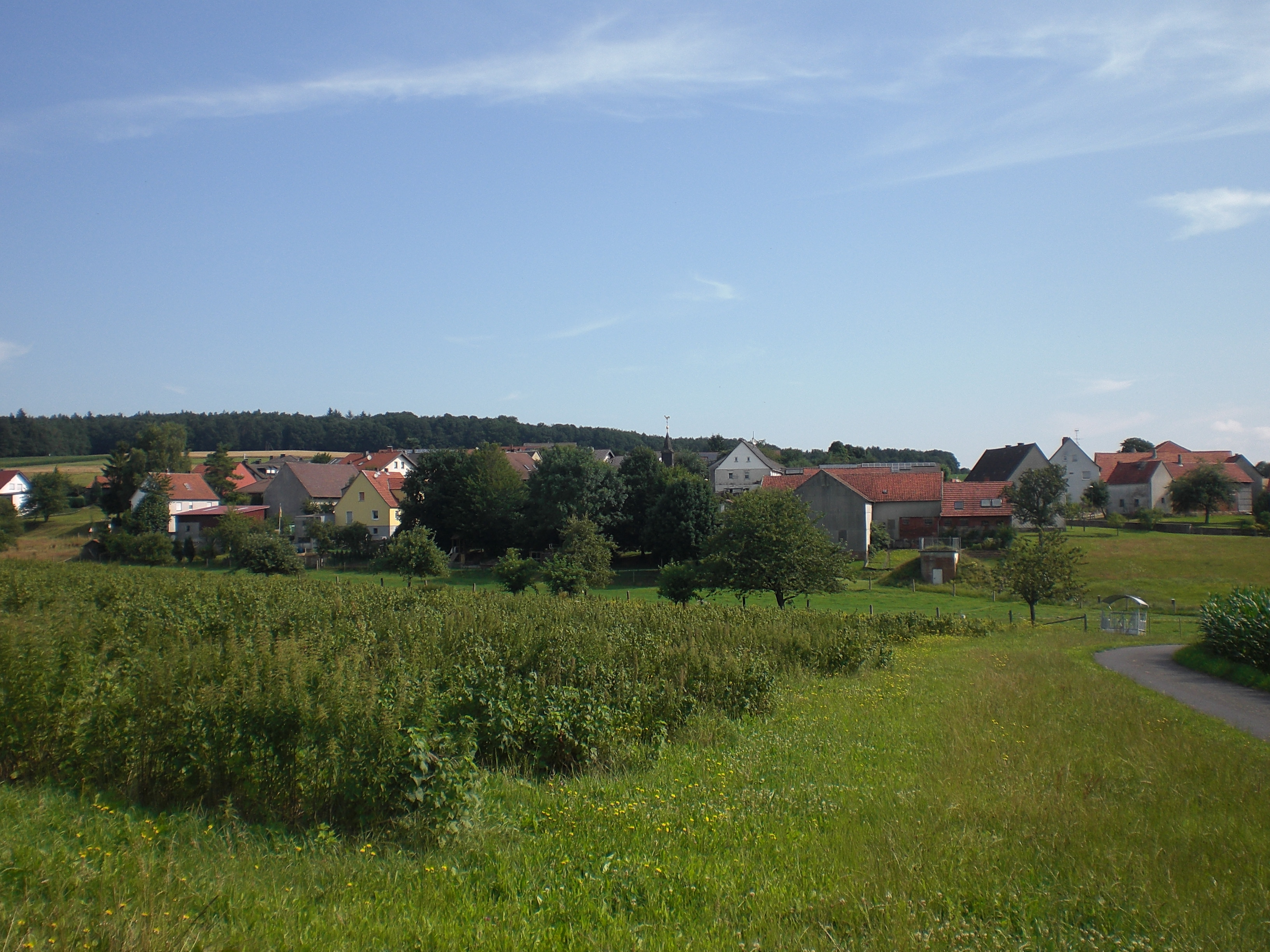
Blick auf Tiefengruben mit der kath. Kirche St. Maria

1757 wird der Bau einer ersten  Katholischen Kapelle in Holzbauweise mit der Größe von 18 Fuß × 20 Fuß (≈30 m²) von der bischöflichen Behörde unter dem Fuldaer Fürstbischof und Abt Adalbert II. von Walderdorff durch Johannes Adam Jordan in „Dieffengüben“ genehmigt. Diese wurde wegen Baufälligkeit im Jahre 1850 abgerissen, und 1851 begann unter Bischof Christoph Florentius Kött der Bau der heutigen Filialkirche St. Maria.

## Politik
Für den Ortsteil Tiefengruben  besteht ein Ortsbezirk (Gebiete der ehemaligen Gemeinden Tiefengruben) mit Ortsbeirat und Ortsvorsteher nach der Hessischen Gemeindeordnung.
Der Ortsbeirat besteht aus fünf Mitgliedern. Bei den Kommunalwahlen in Hessen 2021 gehörten alle Kandidaten der Freien Wählergemeinschaft an. Der Ortsbeirat wählte Kerstin Reith zui Ortsvorsteherin.

## Verkehr
Den öffentlichen Personennahverkehr stellt die Lokale Nahverkehrsgesellschaft Fulda (LNG Fulda) mbH im Rahmen der Rhein-Main-Verkehrsverbund GmbH (RMV) mit der Buslinie 50 sicher.
Südöstlich von Tiefengruben verläuft die Autobahn 66 mit der Anschlussstelle Neuhof-Nord (52) und parallel dazu die Kinzigtalbahn. Der nächstgelegene Bahnhof befindet sich im Hauptort Neuhof (ca. sechs Kilometer Entfernung).